# Iryanthera juruensis
Iryanthera juruensis es una especie de árbol de la familia Myristicaceae, nativa de América del Sur y Panamá.

## Descripción
Alcanzan de 10 a 20 metros de altura. Presenta ramas pequeñas finas, glabras. Las hojas tienen limbo papiráceo, elíptico-oboval, de 10 a 20 cm de largo por 3 a 7 cm de ancho; nervio principal saliente en las dos caras; pecíolo de 0,6 a 1,5 cm de longitud. Inflorescencias masculinas en panículas espiciformes de 2-9 cm de longitud, los fascículos de 3-7 flores reunidas. Inflorescencia femenina ferrugíneo-tomentosas de 2-9 cm de longitud, con fascículos agrupados sobre un pedúnculo en grupos de 15-40 flores. Flores femeninas más pequeñas y menos carnosas  que las masculinas; ovario cónico, glabro y estigma espeso subsésil. Infrutescencias con 1 a 3 frutos elipsoides o subglobosos, de 1,5 a 2 cm por 1,5 a 2,5 cm; arilo laciniado sobre el primer tercio distal.